# Ville-du-Havre
Le paquebot transatlantique Ville-du-Havre est un bateau à vapeur construit en 1865, transformé en 1872 et détruit par un abordage involontaire en 1873.

## Histoire

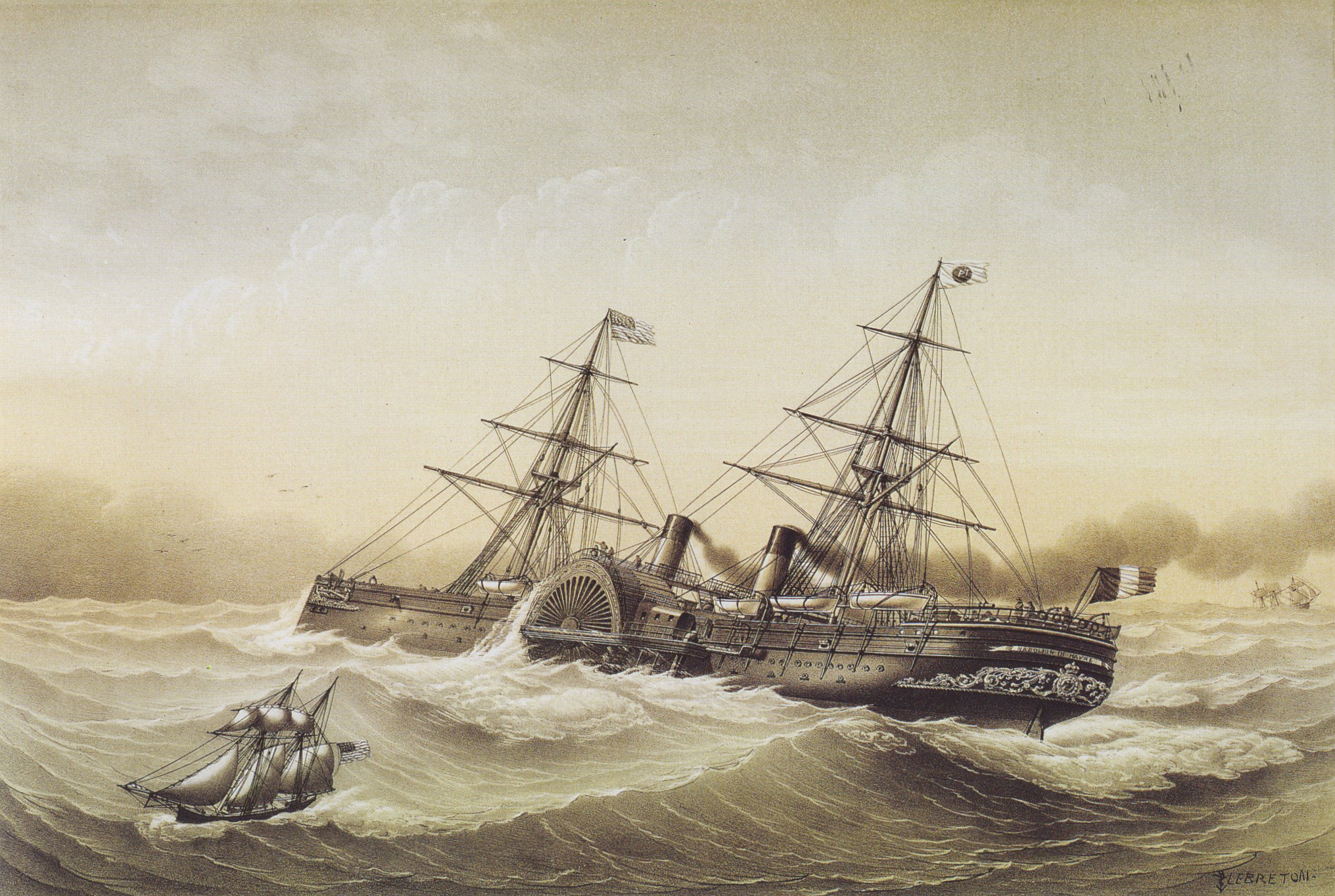
Le Napoléon-III, avant sa transformation.

Construit en 1865 par la Thames Ironworks and Shipbuilding Company en tant que bateau à roues à aubes, le navire s'appelle alors le Napoléon-III.
Desservant la ligne Le Havre-New York pour la Compagnie générale transatlantique, il quitte son port d'attache pour la première fois le 26 avril 1866, emportant 117 passagers et 550 tonneaux de fret.
En 1872, on décide de le transformer en bateau à hélice. Rebaptisé Ville-du-Havre, il revient de son chantier naval anglais le 13 mars 1873.
Il entame son dernier voyage en direction du Havre le 15 novembre 1873. Une semaine plus tard, le 22 novembre, il sombre dans l'Océan Atlantique Nord après avoir été abordé par un voilier britannique.

## Description
- Type de navire : paquebot mixte
- Construction : 1865
- Longueur : 128 m[1] (114 avant transformation)[3]
- Largeur : 14 m[3]
- Jauge : 5 400 tonneaux[1]
- Puissance : 1 200 chevaux[1]